# Ardahan (provincie)
Ardahanská provincie (gruzínsky არტაანი, arménsky Արդահան) je tureckou provincií, nachází se ve východní části Malé Asie. Rozloha provincie činí 5661 km², v roce 2006 zde žilo 119 172 obyvatel. Provincie sousedí s Arménií a Gruzií. Povrch provincie je velice kopcovitý.

## Administrativní členění
Ardahanská provincie se administrativně člení na 6 distriktů:
- Ardahan
- Çıldır
- Damal
- Göle
- Hanak
- Posof